# داميريس دانتاس
داميريس دانتاس (بالبرتغالية: Damiris Dantas do Amaral) مواليد 17 نوفمبر 1992 في البرازيل، هي لاعبة كرة سلة برازيلية. بدأت مسيرتها الاحترافية في سنة 2011. تم اختيارها من قبل فريق مينيسوتا لينكس خلال الدرافت. تلعب مع أتلانتا دريم في دوري الاتحاد الوطني لكرة السلة النسائية كلاعب وسط. وتحمل الرقم 12. يبلغ طولها 6 قدم 3 بوصة (1.9 م). مثلت منتخب بلادها. شاركت في دورة الألعاب الأولمبية الصيفية سنة 2012. حققت المركز الأول في بطولة أمم الأمريكتين لكرة السلة 2011.

## المسيرة الاحترافية
لعبت مع نادي سيلتا دي فيغو لكرة السلة في موسم 2011–2012، ثم لعبت مع مارانهاو في سنة 2013، ثم لعبت مع فريق أمريكانا في سنة 2013، ثم لعبت مع مينيسوتا لينكس في موسم 2014–2015، ثم لعبت مع أتلانتا دريم في سنة 2015.

## سجل المنافسة
شاركت في المنافسات التالية:
- الألعاب الأولمبية الصيفية 2012
- الألعاب الأولمبية الصيفية 2016
- كأس العالم لكرة السلة للسيدات 2014

## الميداليات
| الميدالية | المسابقة                             |
| --------- | ------------------------------------ |
| برونزية   | دورة الألعاب الأمريكية 2011          |
| ذهبية     | بطولة أمم الأمريكتين لكرة السلة 2011 |
| برونزية   | بطولة أمم الأمريكتين لكرة السلة 2013 |

## روابط خارجية
- داميريس دانتاس على موقع الاتحاد الدولي لكرة السلة (الإنجليزية)
- داميريس دانتاس على موقع الاتحاد الوطني لكرة السلة النسائية (الإنجليزية)
- داميريس دانتاس على موقع كرة السلة الأوروبية.كوم (الإنجليزية)
- داميريس دانتاس على موقع بروبوليرز (الإنجليزية)
- داميريس دانتاس على موقع سبورتس رفرنس (الإنجليزية)
- داميريس دانتاس على موقع سبورتس رفرنس (الإنجليزية)
- داميريس دانتاس على موقع أوليمبيديا (الإنجليزية)
- داميريس دانتاس على موقع اللجنة الأولمبية البرازيلية (البرتغالية)